# James Dolan (homme politique)
James Nicholas Dolan (16 octobre 1884-14 juillet 1955) est un homme politique irlandais et député pour les circonscriptions du comté de Leitrim de 1918 à 1937.

## Biographie
Dolan est né à Manorhamilton, dans le comté de Leitrim, fils de John Dolan, marchand, et de Bridget Fitzpatrick. Son frère, Charles Dolan, est député du Parti parlementaire irlandais pour North Leitrim de 1906 à 1908, qui démissionne de son siège pour se présenter comme le tout premier candidat parlementaire du Sinn Féin.
Activiste du Sinn Féin et membre de la Fraternité républicaine irlandaise, James Dolan est interné dans le camp d'internement de Frongoch après l'insurrection de Pâques de 1916.
Il est élu pour la première fois député du Sinn Féin lors des élections générales de 1918 pour Leitrim. Aux élections générales de 1921, il est élu sans opposition comme député pour la circonscription de Leitrim-Roscommon North et soutient le traité anglo-irlandais. Aux élections générales de 1922, il est de nouveau élu sans opposition dans Leitrim-Roscommon North. Aux élections générales de 1923, il est élu dans la circonscription de Leitrim-Sligo.
Dolan rejoint le gouvernement de William T. Cosgrave en tant que Secrétaire d'État au Département du Taoiseach avec la responsabilité de whip en chef du gouvernement en 1924. Il occupe ce poste jusqu'en 1927. Il est secrétaire parlementaire du ministre de l'Industrie et du Commerce de 1927 à 1932. Dolan perd son siège au Dáil aux élections générales de 1932. Il retrouve son siège en 1933 et devient député Fine Gael plus tard cette année-là, lorsque le nouveau parti est formé. Il n'est pas sélectionné pour le Fine Gael aux élections générales de 1937 pour la nouvelle circonscription de Leitrim. Il se présente aux élections en tant que candidat indépendant, mais sans succès. Il se retire ensuite de la politique.